# Chêne et chien
Chêne et chien est un roman en vers à caractère autobiographique de Raymond Queneau publié en 1937.

## Titre
Le titre chêne et chien est tiré des deux origines étymologiques possibles du nom Queneau. Ils sont particulièrement présents dans le dernier poème de la deuxième partie qui commence par : « Chêne et chien voilà mes deux noms, étymologie délicate ».

## Résumé
Le texte est composé de trois parties. La première comporte treize poèmes ou chapitres non numérotés et porte thématiquement sur l'enfance du poète. La seconde est composée de neuf poèmes ou chapitres et porte thématiquement sur la cure psychanalytique et l'introspection de l'auteur. La dernière partie est la seule à comporter un titre, la fête au village.